# Herb Conaway

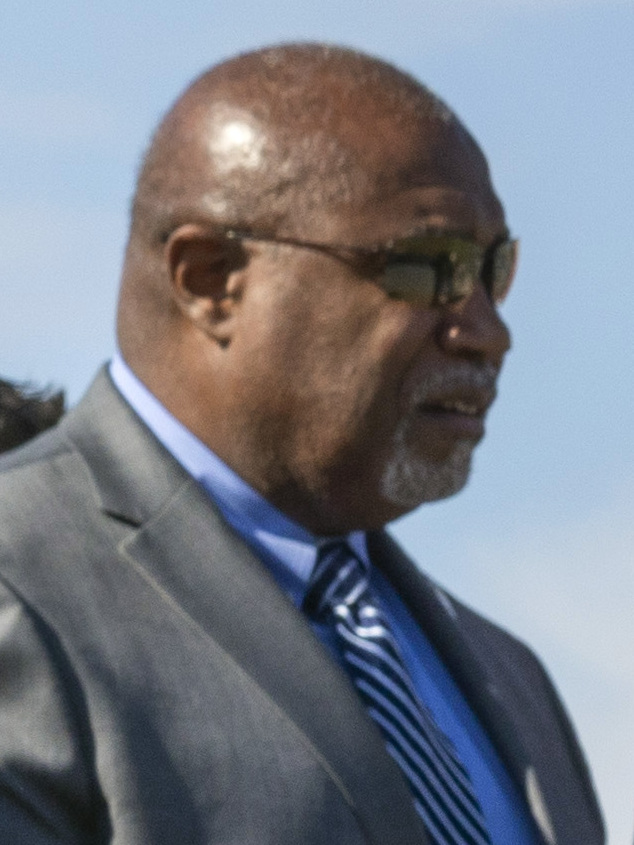
Herb Conaway

Herbert „Herb“ Clark Hoover Conaway Jr. (* 30. Januar 1963 in Trenton, New Jersey) ist ein US-amerikanischer Arzt und Politiker der Demokratischen Partei. Von 1998 bis 2025 war er Mitglied der New Jersey General Assembly. Er wurde 2024 im 3. Kongresswahlbezirk von New Jersey zum Abgeordneten im Repräsentantenhaus der Vereinigten Staaten gewählt und trat das Amt am 3. Januar 2025 an.

## Leben
Herb Conaway wurde als Sohn eines Lehrers und einer Krankenschwester geboren und wuchs im Burlington County auf. Er besuchte die High School in Bordentown und studierte von 1981 bis 1985 Politik an der Princeton University. Von 1985 bis 1989 studierte er dann Medizin an der Thomas Jefferson University. Später folgte 1992 bis 1996 noch ein Jurastudium an der Rutgers University.
Von 1992 bis 1996 diente er im Range eines Captain in der United States Air Force. Er war dort Sanitätsoffizier und war schließlich stellvertretender Leiter eines Militärklinik. Nach der Militärzeit arbeitete Conaway in einer Praxis für Allgemeinmedizin (Urgent Care). Er ist spezialisierte auf innere Medizin. Er ist Arzt und klinischer Professor am St. Francis Medical Center in seinem Geburtsort. 2019 wurde er zum Leiter des Gesundheitsreferats des Burlington County ernannt.

## Politik

### New Jersey General Assembly
Seit 1998 ist Herb Conaway Abgeordneter in der New Jersey General Assembly. 2014 bis 2018 war Conaway der Whip der Demokraten in der Parlamentskammer. 2022 wurde er stellvertretender Sprecher der General Assembly. Conaway ist Vorsitzender des Gesundheitsausschusses der Parlamentskammer.

### Repräsentantenhaus der Vereinigten Staaten
Conaway kandidierte erstmals bei der Wahl 2004 im 3. Kongresswahlbezirk für das Repräsentantenhaus und unterlag dem Republikaner Jim Saxton mit 35 % zu 63 %.
20 Jahre später kandidierte sein Vorgänger Andy Kim in der Senatswahl 2024 und Herb Conaway kandidierte erneut im 3. Wahldistrikt zur Wahl zum Repräsentantenhaus. Er begründete dies damit, dass er als Captain der Air Force einst einen Eid geleistet habe, die Verfassung der Vereinigten Staaten zu verteidigen, dieselbe Verfassung, die MAGA-Anhänger zerfetzen wollten. Er konnte mit Unterstützung der Demokratischen Partei des Burlington County und Veteranenverbänden die Vorwahl für sich entscheiden. Conaway konnte in der Hauptwahl zum 119. Kongress  53,2 % der Stimmen erhalten und den Republikaner Rajesh Mohan (44,6 %) schlagen. Er war damit der erste Afroamerikaner, der einen Wahldistrikt aus Süd-New-Jersey im Repräsentantenhaus vertrat.

### Positionen
Gesundheitspolitisch setzt sich Herb Conaway für einen gleichen Zugang für alle zur Gesundheitsfürsorge ein. Er sieht in der Wahl Donald Trumps hierfür einen schweren Weg. Dieser habe zu Benachteiligungen etwa bei Puerto-Ricanern beigetragen und sei seiner Meinung nach ein Rassist. Er befürwortet aber auch eine Verbesserung der Abrechnungspraxis bei Medicaid-Patienten. Ärzte würden inflationsbereinigt hier heute deutlich schlechter verdienen.
Herb Conaway ist bezüglich künstlicher Befruchtung und Schwangerschaftsabbruch der Ansicht, dass Familienplanung den Individuen überlassen sein sollten. Die Aufhebung von Roe v. Wade habe vor allem Frauen zurückgesetzt. Eine Schwangerschaft sei ein Hochrisikozustand, es könne nicht angehen, dass Ärzte nun warten müssten, bis Schwangere am Rande des Todes stehen, um nach den Regeln der Kunst einzugreifen.